# Deian Boldor
Deian Boldor (Timișoara, 3 febbraio 1995) è un calciatore rumeno, di origini serbe, difensore del Győri ETO.

## Biografia
Ha discendenze della Serbia.

## Caratteristiche tecniche
Difensore di piede sinistro, predilige il ruolo di centrale. Tra le sue qualità spicca il colpo di testa che gli permette di essere bravo negli anticipi e molto pericoloso sui calci piazzati.

## Carriera

### Club

#### Gli inizi
Inizia a giocare a calcio nelle giovanili del Banatul. Nell'estate del 2011, viene acquistato a titolo definitivo dalla Roma e, vista la sua giovane età, viene fatto crescere nel settore giovanile della società giallorossa per tre stagioni.  Il 18 maggio 2014, arriva la sua prima convocazione in prima squadra e viene portato in panchina nell'ultima partita del campionato di Serie A 2013-2014, disputata a Marassi contro il Genoa, gara terminata per 1 a 0 per i rossoblù.
Il 2 luglio 2014 passa in prestito annuale al Pescara, in Serie B. Fa il suo debutto assoluto tra i professionisti il 17 agosto 2014 durante la gara di Coppa Italia contro il Renate, subentrando al 106º minuto al posto di Nielsen, partita vinta ai rigori dal Delfino. Il 25 ottobre 2014 debutta in Serie B contro il Carpi, subentrando al 71° al posto di Salomon, gara terminata 5 a 0 per gli emiliani.
Il 23 luglio 2015, dopo essersi liberato dal contratto che lo legava alla Roma, viene tesserato dalla Virtus Lanciano.

#### Bologna e prestiti vari
Il 27 giugno 2016 viene acquistato a titolo definitivo dal Bologna. Il 30 agosto 2016 passa in prestito con diritto di riscatto al Verona con diritto di opzione a favore del club gialloblù e contro-opzione a favore del Bologna. Alla prima da titolare in campionato il 30 dicembre, al 61' minuto segna la sua prima rete nei professionisti nonché con la maglia scaligera, segnando il gol del definitivo 3-0 nella partita interna vinta contro il Cesena. Poco utilizzato in stagione, con la squadra promossa in Serie A grazie al 2º posto, dopo 9 presenze ed un gol non viene riscattato, tornando al Bologna.
Il 20 luglio 2017 viene ceduto in prestito al Montréal Impact, società anch'essa di proprietà di Joey Saputo. All'esordio da titolare contro i Chicago Fire viene espulso direttamente con un cartellino rosso, tornando a giocare nelle ultime partite della stagione regolare sempre da titolare e rimanendo in campo per tutti i 90' minuti.

#### Verona e prestiti
Il 19 gennaio 2018 fa ritorno alla società scaligera, con la formula del prestito fino a giugno, con diritto di riscatto e contro-riscatto a favore del Bologna. Il 19 febbraio fa il suo esordio in Serie A giocando da titolare (nel ruolo di terzino sinistro), nella partita persa in trasferta per 2-0 contro la Lazio. Il 6 luglio 2018 viene ingaggiato a titolo definitivo, firmando un contratto triennale.
Il 17 agosto 2018 si trasferisce al Foggia in prestito con obbligo di riscatto. Complice la delicata situazione societaria, con una classifica difficile fin da subito, con vari cambi di allenatore, culminata poi con la retrocessione ed il fallimento societario viene utilizzato col contagocce. Ritornando a fine stagione al Verona e venendo girato nuovamente in prestito al Partizani Tirani nella massima serie albanese. All'esordio vince il suo primo trofeo in carriera, vincendo la Supercoppa d'Albania contro il Kukësi. Inoltre debutta nelle competizioni europee giocando i preliminari di Europa League contro lo Sheriff Tiraspol, vivendo una stagione da protagonista giocando sempre titolare e raccogliendo 22 presenze.

#### Győr
Nell'estate 2023 si trasferisce in Ungheria, dove viene acquistato dal Győr squadra militante in seconda divisione, firmando un contratto biennale. All'esordio con il club biancoverde il 17 settembre nei trentaduesimi di finale di Coppa d'Ungheria contro lo Zsámbék subentra all'80 minuto ad Attila Szujó segnando dopo dieci minuti al 90' il gol del definitivo 2-0 che permette alla sua squadra di passare il turno. Da subito si impone come uno dei titolari inamovibili della difesa, aiutando al termine della stagione a centrare la promozione nella massima serie con il 2º posto ottenuto dietro il Nyíregyháza, ritornando in NBI a distanza di undici stagioni.

### Nazionale
Il 24 ottobre 2011 fa il suo debutto con la maglia della nazionale Under-17 rumena, nella gara contro i pari età della Finlandia, partita terminata 2 a 2. Successivamente sempre nello stesso anno viene convocato dall'Under-19 scendendo in campo in 5 occasioni e segnando un gol. Dopo aver ricevuto varie convocazioni senza debuttare, il 5 marzo 2014 debutta nella nazionale Under-21 nella gara contro le Fær Øer (3-1), partita valevole per le qualificazioni all'Europeo di categoria del 2015. Il 4 settembre, durante la partita contro il Montenegro (gara finita 4 a 3 per i rumeni), segna la sua prima rete con la maglia della nazionale Under-21.

## Statistiche

### Presenze e reti nei club
Statistiche aggiornate al 14 novembre 2024.
| Stagione             | Squadra              | Campionato           | Campionato | Campionato | Coppe nazionali | Coppe nazionali | Coppe nazionali | Coppe continentali | Coppe continentali | Coppe continentali | Altre coppe | Altre coppe | Altre coppe | Totale | Totale |
| Stagione             | Squadra              | Comp                 | Pres       | Reti       | Comp            | Pres            | Reti            | Comp               | Pres               | Reti               | Comp        | Pres        | Reti        | Pres   | Reti   |
| -------------------- | -------------------- | -------------------- | ---------- | ---------- | --------------- | --------------- | --------------- | ------------------ | ------------------ | ------------------ | ----------- | ----------- | ----------- | ------ | ------ |
| 2014-2015            | Pescara              | B                    | 1          | 0          | CI              | 1               | 0               | -                  | -                  | -                  | -           | -           | -           | 2      | 0      |
| 2015-2016            | Virtus Lanciano      | B                    | 5          | 0          | CI              | 0               | 0               | -                  | -                  | -                  | -           | -           | -           | 5      | 0      |
| 2016-2017            | Verona               | B                    | 9          | 1          | CI              | 1               | 0               | -                  | -                  | -                  | -           | -           | -           | 10     | 1      |
| 2017                 | Montréal Impact      | MLS                  | 5          | 0          | CC              | -               | -               | -                  | -                  | -                  | -           | -           | -           | 5      | 0      |
| gen.-giu. 2018       | Verona               | A                    | 2          | 0          | CI              | 0               | 0               | -                  | -                  | -                  | -           | -           | -           | 2      | 0      |
| Totale Verona        | Totale Verona        | Totale Verona        | 11         | 1          |                 | 1               | 0               |                    | -                  | -                  |             | -           | -           | 12     | 1      |
| 2018-2019            | Foggia               | B                    | 6          | 0          | CI              | 0               | 0               | -                  | -                  | -                  | -           | -           | -           | 6      | 0      |
| 2019-2020            | Partizani Tirana     | KS                   | 22         | 0          | CA              | 2               | 0               | UCL+UEL            | 0+1                | 0                  | SA          | 1           | 0           | 26     | 0      |
| 2020-gen. 2021       | Potenza              | C                    | 13         | 0          | CI              | 0               | 0               | -                  | -                  | -                  | -           | -           | -           | 13     | 0      |
| gen.-giu. 2021       | Argeș Pitești        | L1                   | 9          | 0          | CR              | -               | -               | -                  | -                  | -                  | -           | -           | -           | 9      | 0      |
| 2021-2022            | Argeș Pitești        | L1                   | 16         | 0          | CR              | 4               | 0               | -                  | -                  | -                  | -           | -           | -           | 20     | 0      |
| Totale Argeș Pitești | Totale Argeș Pitești | Totale Argeș Pitești | 25         | 0          |                 | 4               | 0               |                    | -                  | -                  |             | -           | -           | 29     | 0      |
| 2022-2023            | Chindia Târgoviște   | L1                   | 25         | 1          | CR              | 3               | 0               | -                  | -                  | -                  | -           | -           | -           | 28     | 1      |
| 2023-2024            | Győr                 | NBII                 | 22         | 0          | MK              | 2               | 1               | -                  | -                  | -                  | -           | -           | -           | 24     | 1      |
| 2024-2025            | Győr                 | NBI                  | 10         | 1          | MK              | 2               | 0               | -                  | -                  | -                  | -           | -           | -           | 12     | 1      |
| Totale Győr          | Totale Győr          | Totale Győr          | 32         | 1          |                 | 4               | 1               |                    | -                  | -                  |             | -           | -           | 36     | 2      |
| Totale carriera      | Totale carriera      | Totale carriera      | 144        | 3          |                 | 15              | 1               |                    | 1                  | 0                  |             | 1           | 0           | 161    | 4      |

## Palmarès

### Club

#### Competizioni nazionali
- Supercoppa d'Albania: 1

Partizani Tirana: 2019